# Juan David Valencia (futbolista)
Juan David Valencia Arboleda (Medellín, Antioquia, Colombia, 19 de marzo de 1993) es un futbolista colombiano. Juega como Arquero y su equipo actual es el Ayacucho de la Primera División del Perú.
En 2023 llegó a 100 partidos jugados con las Águilas Doradas.

## Estadísticas
| Club                              | Div.          | Temporada     | Liga  | Liga  | Copas | Copas | Internacional | Internacional | Total | Total |
| Club                              | Div.          | Temporada     | Part. | Goles | Part. | Goles | Part.         | Goles         | Part. | Goles |
| --------------------------------- | ------------- | ------------- | ----- | ----- | ----- | ----- | ------------- | ------------- | ----- | ----- |
| Independiente Medellín · Colombia | 1.ª           | 2011          | 0     | 0     | 1     | 0     | -             | -             | 1     | 0     |
| Independiente Medellín · Colombia | Total club    | Total club    | 0     | 0     | 1     | 0     | 0             | 0             | 1     | 0     |
| Depor Aguablanca · Colombia       | 1.ª           | 2014          | 10    | 0     | 3     | 0     | -             | -             | 13    | 0     |
| Depor Aguablanca · Colombia       | Total club    | Total club    | 10    | 0     | 3     | 0     | 0             | 0             | 13    | 0     |
| Águilas Doradas · Colombia        | 1.ª           | 2015          | 0     | 0     | 0     | 0     | 0             | 0             | 0     | 0     |
| Águilas Doradas · Colombia        | 1.ª           | 2016          | 1     | 0     | -     | -     | -             | -             | 1     | 0     |
| Águilas Doradas · Colombia        | 1.ª           | 2017          | 13    | 0     | 6     | 0     | 1             | 0             | 19    | 0     |
| Águilas Doradas · Colombia        | 1.ª           | 2018          | 19    | 0     | 1     | 0     | -             | -             | 20    | 0     |
| Águilas Doradas · Colombia        | 1.ª           | 2019          | 13    | 0     | 1     | 0     | 1             | 0             | 15    | 0     |
| Águilas Doradas · Colombia        | 1.ª           | 2020          | 1     | 0     | 3     | 0     | -             | -             | 4     | 0     |
| Águilas Doradas · Colombia        | 1.ª           | 2021          | 18    | 0     | -     | -     | -             | -             | 18    | 0     |
| Águilas Doradas · Colombia        | 1.ª           | 2022          | 21    | 0     | 1     | 0     | -             | -             | 22    | 0     |
| Águilas Doradas · Colombia        | 1.ª           | 2023          | 3     | 0     | -     | -     | 0             | 0             | 3     | 0     |
| Águilas Doradas · Colombia        | Total club    | Total club    | 89    | 0     | 12    | 0     | 2             | 0             | 103   | 0     |
| Patriotas Boyacá · Colombia       | 1.ª           | 2024          | 38    | 0     | -     | -     | -             | -             | 38    | 0     |
| Patriotas Boyacá · Colombia       | Total club    | Total club    | 38    | 0     | 0     | 0     | 0             | 0             | 38    | 0     |
| Ayacucho · Perú                   | 1.ª           | 2025          | 0     | 0     | -     | -     | -             | -             | 0     | 0     |
| Ayacucho · Perú                   | Total club    | Total club    | 0     | 0     | 0     | 0     | 0             | 0             | 0     | 0     |
| Total carrera                     | Total carrera | Total carrera | 137   | 0     | 16    | 0     | 2             | 0             | 155   | 0     |